# Claude-Gaspard Bachet de Méziriac

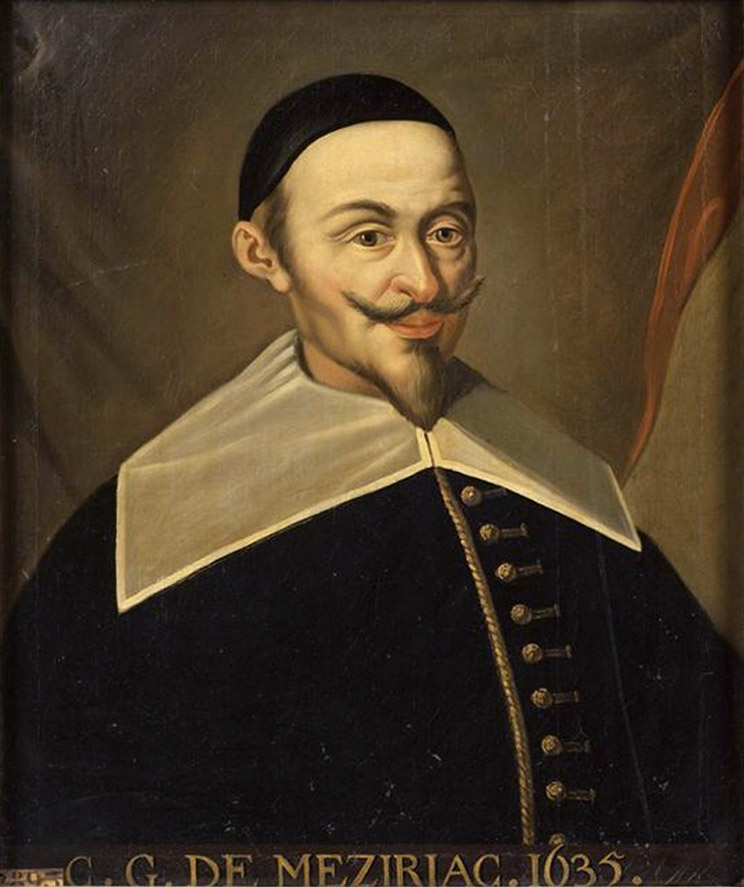
Claude-Gaspard Bachet de Méziriac

Claude-Gaspard Bachet de Méziriac (n. 9 octombrie 1581 - d. 26 februarie 1638) a fost un matematician, lingvist și poet francez.
În 1634 devine membru al Academiei Franceze.
De asemenea, a fost un scriitor poliglot.
A scris în franceză, latină și italiană.
Este autorul primei cărți de matematică distractivă (apărută în 1612) și în care se ocupă de pătratele magice, pe care le descoperise în scrierile lui Heinrich Cornelius Agrippa.
S-a mai ocupat de teoria fracțiilor continue.
Cunoștea metoda însumării pătratelor și cuburilor numerelor prime, întregi și pozitive.
A ridicat teoria ecuațiilor nedeterminate în sfera de interes a matematicienilor.
Cea mai importantă scriere este: Probleme distractive și încântătoare care se fac nu numere (Lyon, 1612).
A tradus și recontituit scrierile lui Diofant, în latină.